# Kasibu
Kasibu is een gemeente in de Filipijnse provincie Nueva Vizcaya op het eiland Luzon. Bij de laatste census in 2007 had de gemeente bijna 32 duizend inwoners.

## Geografie

### Bestuurlijke indeling
Kasibu is onderverdeeld in de volgende 30 barangays:
| - Alimit - Alloy - Antutot - Bilet - Binogawan - Biyoy - Bua - Camamasi - Capisaan - Catarawan | - Cordon - Didipio - Dine - Kakiduguen - Kongkong - Lupa - Macalong - Malabing - Muta - Nantawacan | - Pacquet - Pao - Papaya - Poblacion - Pudi - Seguem - Tadji - Tokod - Wangal - Watwat |

## Demografie
Kasibu had bij de census van 2007 een inwoneraantal van 31.515 mensen. Dit zijn 3.276 mensen (11,6%) meer dan bij de vorige census van 2000. De gemiddelde jaarlijkse groei komt daarmee uit op 1,53%, hetgeen lager is dan het landelijk jaarlijks gemiddelde over deze periode (2,04%). Vergeleken met de census van 1995 is het aantal mensen met 5.263 (20,0%) toegenomen.

De bevolkingsdichtheid van Kasibu was ten tijde van de laatste census, met 31.515 inwoners op 318,8 km², 98,9 mensen per km².